# Andrzej Kudelski
Andrzej Kudelski (* 14. února 1952 Varšava, Polsko) je bývalý polský zápasník, volnostylař. V roce 1972 vydobyl první úspěch na mezinárodní scéně, když se stal juniorským mistrem Evropy, ve stejném roce se účastnil olympijských her, kde vypadl v kategorii do 52 kg ve třetím kole. V roce 1979 vybojoval bronzovou medaili na mistrovství Evropy. V roce 1970, 1973 a 1975 až 1978 byl mistrem Polska.
Po ukončení aktivní sportovní kariéry se věnoval trenérské práci ve svém domovském klubu Gwardia Warszawa.